# Heliophanus anymphos
Heliophanus anymphos är en spindelart som beskrevs av Wesolowska 2003. Heliophanus anymphos ingår i släktet Heliophanus och familjen hoppspindlar. Inga underarter finns listade i Catalogue of Life.